# Lorenzo Savadori

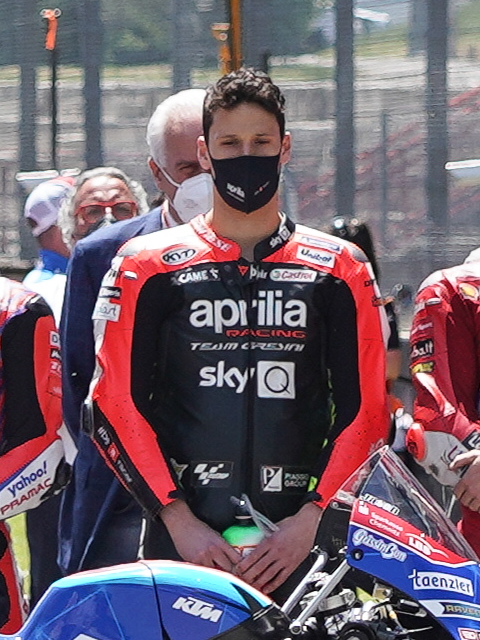
Lorenzo Savadori tijdens de Grand Prix-wegrace van Italië 2021.

Lorenzo Savadori (Cesena, 4 april 1993) is een Italiaans motorcoureur.

## Carrière
Savadori nam in 2007 deel aan het eerste seizoen van de FIM MotoGP Rookies Cup. Hij won de seizoensopener op het Circuito Permanente de Jerez en voegde hier in de race op Donington Park een tweede zege aan toe. Met 102 punten werd hij achter Johann Zarco tweede in de eindstand. In 2008 werd hij kampioen in zowel het Italiaanse als het Europese 125cc-kampioenschap. Dat jaar maakte hij tevens zijn debuut in het wereldkampioenschap wegrace in de 125cc-klasse op een Aprilia als wildcardcoureur tijdens de Grand Prix van Italië. Later dat jaar kreeg hij nog een wildcard in San Marino en trad hij in de seizoensfinale in Valencia aan als vervanger van de geblesseerde Michael Ranseder. In de laatste race behaalde hij zijn eerste puntenfinish met een dertiende plaats.
In 2009 nam Savadori fulltime deel aan de 125cc-klasse van het wereldkampioenschap wegrace op een Aprilia. Hij kende een moeilijk seizoen waarin hij in slechts vier races aan de finish kwam en een puntenfinish scoorde met een negende plaats in Italië. Na twaalf races werd hij vervangen door Quentin Jacquet. In de seizoensafsluiter in Valencia kwam hij nog wel aan de start met een wildcard. Met 7 punten eindigde hij op plaats 26 in het kampioenschap. In 2010 keerde hij terug in het wereldkampioenschap, opnieuw op een Aprilia. Hij scoorde twee puntenfinishes met een twaalfde plaats in Duitsland en een vijftiende plaats in Indianapolis, maar moest de race in Aragón missen vanwege een blessure. Met 5 punten werd hij 23e in de eindstand.
In 2011 stapte Savadori over naar de FIM Superstock 1000 Cup, waarin hij op een Kawasaki uitkwam. Hij behaalde vier tiende plaatsen als beste klasseringen, waardoor hij op de vijftiende plaats eindigde met 31 punten. In 2012 stapte hij over naar een Ducati en verbeterden zijn resultaten: hij behaalde drie podiumplaatsen, inclusief zijn eerste overwinning op het Autodromo Nazionale Monza. Met 107 punten werd hij vijfde in het klassement. In 2013 keerde hij terug naar een Kawasaki en won hij opnieuw op Monza. Later in het jaar scoorde hij nog twee podiumplaatsen, waardoor hij met 98 punten opnieuw vijfde werd in het klassement. Dat jaar nam hij tevens deel aan de ronde op de Moscow Raceway van het wereldkampioenschap superbike op een Kawasaki als vervanger van Alexander Lundh. In de eerste race kwam hij niet aan de finish, terwijl de tweede race werd afgelast na een dodelijk ongeluk van Andrea Antonelli tijdens een supportrace van het wereldkampioenschap Supersport.

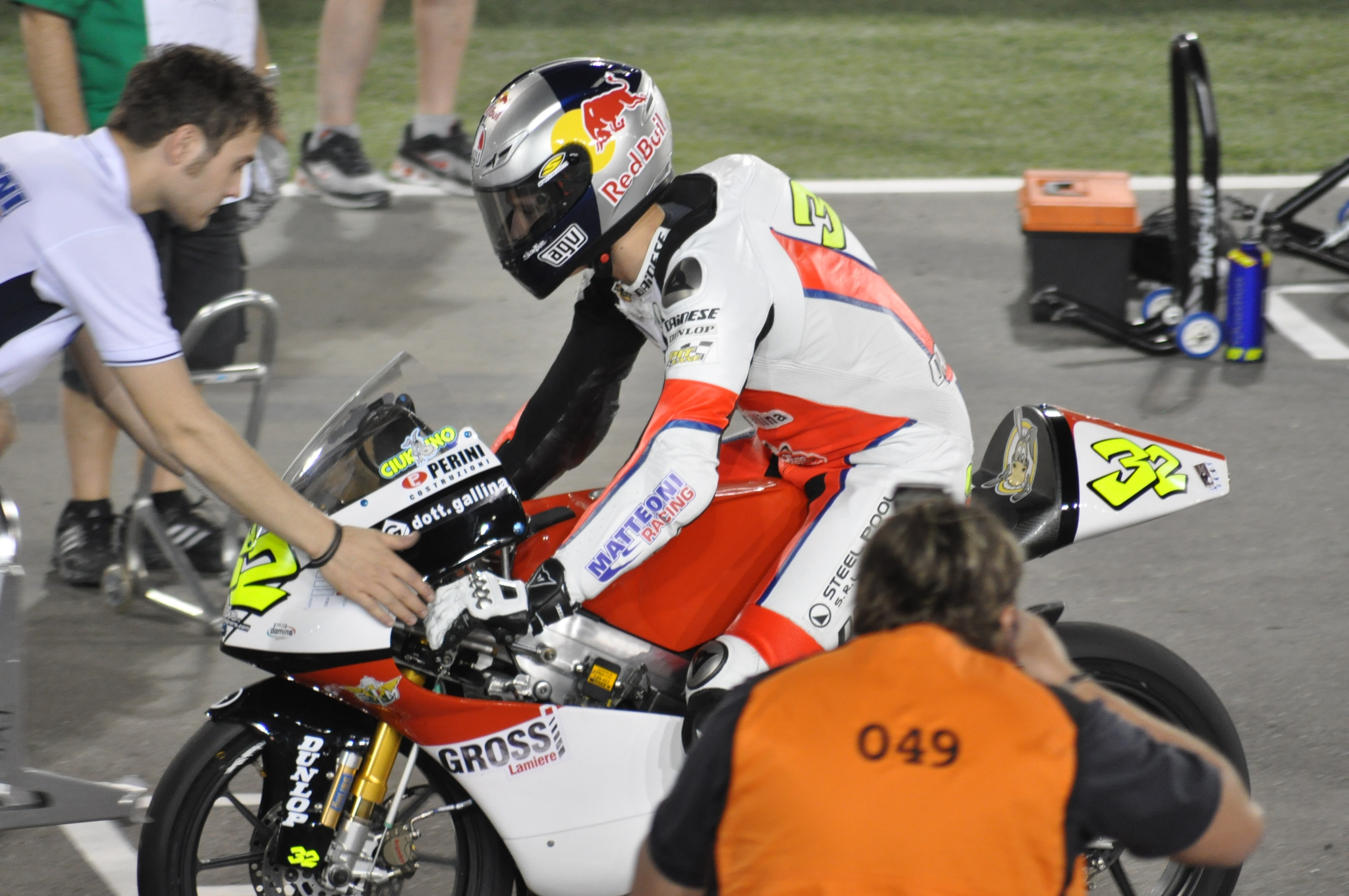
Lorenzo Savadori tijdens de Grand Prix-wegrace van Qatar 2010.

In 2014 bleef Savadori in de FIM Superstock 1000 Cup rijden op een Kawasaki. Hij won twee races op het Misano World Circuit Marco Simoncelli en het Autódromo Internacional do Algarve en behaalde nog twee andere podiumplaatsen. Met 109 punten werd hij achter Leandro Mercado tweede in het eindklassement. In 2015 stapte hij binnen het kampioenschap over naar een Aprilia. Hij won vier races op het TT-Circuit Assen, het Autodromo Enzo e Dino Ferrari, Donington Park en Misano en stond in drie andere races op het podium. Met 164 punten werd hij kampioen in de klasse.
In 2016 stapte Savadori over naar het wereldkampioenschap superbike, waarin hij op een Aprilia uitkwam. Twee vierde plaatsen op Assen en Donington Park waren zijn beste klasseringen, waardoor hij met 150 punten tiende werd in het kampioenschap. In 2017 keerde hij terug in de klasse. In het tweede raceweekend op het Chang International Circuit liep hij een blessure op, waardoor hij de race op het Motorland Aragón moest missen. Zijn beste resultaten gedurende het seizoen waren twee vijfde plaatsen op Assen en het Losail International Circuit. Met 124 punten werd hij elfde in de eindstand. In 2018 reed hij op het Circuit Magny-Cours zijn beste race met een vierde plaats als resultaat. Met 138 punten werd hij opnieuw tiende in het kampioenschap.
In 2019 keerde Savadori terug in het wereldkampioenschap wegrace in de nieuwe MotoE-klasse, waarin hij uitkwam voor het team Trentino Gresini MotoE. Een zevende plaats in de eerste race in San Marino was zijn beste klassering, waardoor hij met 24 punten zestiende werd in het kampioenschap. Daarnaast kwam hij ook uit in het Italiaans kampioenschap superbike op een Aprilia, waarin hij twee races won op Imola en een race op het Circuit Mugello. Met 213 punten werd hij achter Michele Pirro tweede in de eindstand.
In 2020 bleef Savadori actief in het Italiaans kampioenschap superbike op een Aprilia. Van de acht races die dat seizoen werden gehouden, won hij er zes en eindigde hij in de overige races als tweede. Hierdoor werd hij met 190 punten overtuigend kampioen in de klasse. Aan het eind van dat jaar maakte hij tevens zijn MotoGP-debuut als fabriekscoureur van Aprilia tijdens de laatste drie races van het seizoen als vervanger van Bradley Smith, die op zijn beurt de geschorste Andrea Iannone verving.

## Statistieken

### Grand Prix

#### Per seizoen
| Seizoen | Klasse | Motor    | Team                        | Races | Winst | Podiums | Poles | SR | Ptn | Pos |
| ------- | ------ | -------- | --------------------------- | ----- | ----- | ------- | ----- | -- | --- | --- |
| 2008    | 125cc  | Aprilia  | RCGM                        | 2     | 0     | 0       | 0     | 0  | 0   | 29e |
| 2008    | 125cc  | Aprilia  | I.C. Team                   | 1     | 0     | 0       | 0     | 0  | 3   | 29e |
| 2009    | 125cc  | Aprilia  | Fontana Racing              | 12    | 0     | 0       | 0     | 0  | 7   | 26e |
| 2009    | 125cc  | Aprilia  | Junior GP Racing Dream      | 1     | 0     | 0       | 0     | 0  | 0   | 26e |
| 2010    | 125cc  | Aprilia  | Matteoni CP Racing          | 14    | 0     | 0       | 0     | 0  | 5   | 23e |
| 2019    | MotoE  | Energica | Trentino Gresini MotoE      | 6     | 0     | 0       | 0     | 0  | 24  | 16e |
| 2020    | MotoGP | Aprilia  | Aprilia Racing Team Gresini | 3     | 0     | 0       | 0     | 0  | 0   | 25e |
| 2021    | MotoGP | Aprilia  | Aprilia Racing Team Gresini | 9     | 0     | 0       | 0     | 0  | 4   | 26e |
| 2022    | MotoGP | Aprilia  | Aprilia Racing              | 5     | 0     | 0       | 0     | 0  | 0   | 28e |
| 2023    | MotoGP | Aprilia  | CryptoData RNF MotoGP Team  | 2     | 0     | 0       | 0     | 0  | 7   | 24e |
| 2023    | MotoGP | Aprilia  | Aprilia Racing              | 3     | 0     | 0       | 0     | 0  | 5   | 24e |
| 2024    | MotoGP | Aprilia  | Aprilia Racing              | 3     | 0     | 0       | 0     | 0  | 0   | 28e |
| 2024    | MotoGP | Aprilia  | Trackhouse Racing           | 4     | 0     | 0       | 0     | 0  | 0   | 28e |
| 2025*   | MotoGP | Aprilia  | Aprilia Racing              | 9     | 0     | 0       | 0     | 0  | 8   | 22e |
| Totaal  | Totaal | Totaal   | Totaal                      | 74    | 0     | 0       | 0     | 0  | 63  |     |

#### Per klasse
| Klasse | Seizoenen             | 1e GP                 | 1e podium             | 1e winst              | Races | Winst | Podiums | Poles | SR | Ptn | Kampioen |
| ------ | --------------------- | --------------------- | --------------------- | --------------------- | ----- | ----- | ------- | ----- | -- | --- | -------- |
| 125cc  | 2008-2010             | Italië 2008           |                       |                       | 30    | 0     | 0       | 0     | 0  | 15  | 0        |
| MotoE  | 2019                  | Duitsland 2019        |                       |                       | 6     | 0     | 0       | 0     | 0  | 24  | 0        |
| MotoGP | 2020-heden            | Europa 2020           |                       |                       | 38    | 0     | 0       | 0     | 0  | 24  | 0        |
| Totaal | 2008-2010, 2019-heden | 2008-2010, 2019-heden | 2008-2010, 2019-heden | 2008-2010, 2019-heden | 74    | 0     | 0       | 0     | 0  | 63  | 0        |

#### Races per jaar
(vetgedrukt betekent pole positie; cursief betekent snelste ronde)
| Jaar | Klasse | Motor    | 1       | 2       | 3       | 4       | 5       | 6       | 7       | 8       | 9       | 10      | 11      | 12      | 13      | 14      | 15      | 16      | 17      | 18      | 19     | 20     | 21  | 22  | Pos | Ptn |
| ---- | ------ | -------- | ------- | ------- | ------- | ------- | ------- | ------- | ------- | ------- | ------- | ------- | ------- | ------- | ------- | ------- | ------- | ------- | ------- | ------- | ------ | ------ | --- | --- | --- | --- |
| 2008 | 125cc  | Aprilia  | QAT     | SPA     | POR     | CHI     | FRA     | ITA 22  | CAT     | GBR     | NED     | DUI     | TSJ     | SMR DNF | INP     | JPN     | AUS     | MAL     | VAL 13  |         |        |        |     |     | 29  | 3   |
| 2009 | 125cc  | Aprilia  | QAT 21  | JPN DNF | SPA 21  | FRA DNF | ITA 9   | CAT DNF | NED DNF | DUI 20  | GBR DNF | TSJ DNF | INP DNF | SMR DNF | POR     | AUS     | MAL     | VAL DNF |         |         |        |        |     |     | 26  | 7   |
| 2010 | 125cc  | Aprilia  | QAT DNF | SPA DNF | FRA DNF | ITA DNF | GBR 21  | NED DNF | CAT DNS | DUI 12  | TSJ DNF | INP 15  | SMR DNF | ARA     | JPN DNF | MAL DNF | AUS DNF | POR DNS | VAL 19  |         |        |        |     |     | 23  | 5   |
| 2019 | MotoE  | Energica | DUI DNF | OOS 10  | SMR1 7  | SMR2 11 | VAL1 15 | VAL2 13 |         |         |         |         |         |         |         |         |         |         |         |         |        |        |     |     | 16  | 24  |
| 2020 | MotoGP | Aprilia  | SPA     | AND     | TSJ     | OOS     | STI     | SMR     | EMI     | CAT     | FRA     | ARA     | TER     | EUR DNF | VAL 18  | POR DNF |         |         |         |         |        |        |     |     | 25  | 0   |
| 2021 | MotoGP | Aprilia  | QAT 19  | DOH 20  | POR 14  | SPA 19  | FRA DNF | ITA 15  | CAT 15  | DUI DNF | NED 16  | STI DNS | OOS     | GBR DNS | ARA     | SMR     | AME     | EMI DNS | ALG     | VAL     |        |        |     |     | 26  | 4   |
| 2022 | MotoGP | Aprilia  | QAT     | INA     | ARG     | AME     | POR DNF | SPA 21  | FRA     | ITA 22  | CAT     | DUI     | NED 20  | GBR     | OOS 19  | SMR     | ARA     | JPN     | THA     | AUS     | MAL    | VAL    |     |     | 28  | 0   |
| 2023 | MotoGP | Aprilia  | POR     | ARG     | AME     | SPA     | FRA 12  | ITA 18  | DUI     | NED 11  | GBR     | OOS 19  | CAT     | SMR     | IND     | JPN     | INA     | AUS     | THA     | MAL     | QAT    | VAL 13 |     |     | 24  | 12  |
| 2024 | MotoGP | Aprilia  | QAT     | POR     | AME     | SPA DNF | FRA     | CAT     | ITA 21  | NED DNS | DUI     | GBR     | OOS 20  | ARA     | SMR     | EMI     | INA     | JPN DNF | AUS DNF | THA DNF | MAL 18 | SOL    |     |     | 28  | 0   |
| 2025 | MotoGP | Aprilia  | THA 20  | ARG DNS | AME 15  | QAT     | SPA 18  | FRA 9   | GBR 18  | ARA 17  | ITA 17  | NED DNF | DUI DNF | TSJ     | OOS     | HON     | CAT     | SMR     | JPN     | INA     | AUS    | MAL    | POR | VAL | 22* | 8*  |

* Seizoen nog bezig.